# Casa 1923
A Casa 1923 é um edifício histórico na cidade de Faro, na região do Algarve, em Portugal. Foi alvo de uma intervenção de restauro na década de 2020, que foi homenageada em 2024 com o Prémio Nacional de Reabilitação Urbana.

## Descrição e história
Situa-se no número 53 da Rua Almeida Garrett, nas imediações da marina e do centro histórico de Faro. É considerado um imóvel de grande valor arquitectónico na cidade de Faro, uma vez que é um exemplar raro de uma casa no estilo Arte Nova, com decoração Art Déco. Destaca-se principalmente pela sua fachada principal, onde se rasga uma porta e duas janelas, e está decorada com cantaria esculpida, e vários padrões de azulejos em diversos tons, principalmente vermelhos e verdes.
No interior, o piso térreo está organizado em redor de um corredor central, com as divisões da cozinha, dois estúdios, e as salas de estar e de jantar, enquanto que no primeiro andar situam-se dois quartos, um espaço comum que funciona como sala polivalente e cozinha, e uma piscina, que ocupa o lugar do antigo tanque da Horta do Colégio dos Jesuítas. A casa conta igualmente com um pátio, onde se encontra um poço e uma horta. As paredes interiores apresentam uma profusão de cores, em rosa velho e branco, e com apontamentos em preto e bordeaux.
A casa foi originalmente construída em 1923. Foi adquirida em 2019 pela arquitecta Vânia Fernandes, do atelier PAr - Plataforma de Arquitectura, encontrando-se então em avançado estado de degradação. Foi então alvo de uma profunda intervenção de restauro, cujas obras foram concluídas em Setembro de 2022, tendo sido executadas pela empresa GPE-K Engenharia e coordenadas pelo atelier PAr - Plataforma de Arquitectura. Nesta intervenção manteve-se a aparência e volumetria original do imóvel, tanto no interior como exterior, tendo sido restaurados alguns elementos históricos, como portas e janelas, e elementos decorativos como as escaiolas, os frisos e florões em gesso, os azulejos com motivos geométricos e florais, os mármores com tons em veios rosados, e as ferragens em latão. Na sequência das obras, a casa reabriu em Junho de 2023 como alojamento local, prevendo-se então que o atelier PAr iria ocupar o piso térreo.
Em Maio de 2024, o programa de restauro da casa recebeu o Prémio Nacional de Reabilitação Urbana, na categoria de Melhor intervenção com Área Inferior a 1000 m².